# Montreux Volley Masters 2005
Il Monterux Volley Masters di pallavolo femminile 2005 si è svolto dal 7 al 12 giugno 2005 a Montreux, in Svizzera. Al torneo hanno partecipato 8 squadre nazionali e la vittoria finale è andata per la terza volta al Brasile.

## Squadre partecipanti
- Brasile
- Cina
- Cuba
- Germania
- Giappone
- Italia
- Polonia
- Stati Uniti

## Gironi
| Girone A                        | Girone B                       |
| ------------------------------- | ------------------------------ |
| Cina Italia Polonia Stati Uniti | Brasile Cuba Germania Giappone |

## Fase finale

### Finali 1º e 3º posto
|  | Semifinali | Semifinali | Semifinali |      |         | Finale 1º/2º posto | Finale 1º/2º posto | Finale 1º/2º posto |  |
|  |            |            |            |      |         |                    |                    |                    |  |
|  | Cina       | Cina       | 3          |      |         |                    |                    |                    |  |
|  | Cina       | Cina       | 3          |      |         |                    |                    |                    |  |
|  | Giappone   | Giappone   | 0          |      |         |                    |                    |                    |  |
|  | Giappone   | Giappone   | 0          |      | Brasile | Brasile            | 3                  |                    |  |
|  |            |            |            |      | Brasile | Brasile            | 3                  |                    |  |
|  |            |            | Cina       | Cina | 2       |                    |                    |                    |  |
|  | Brasile    | Brasile    | Cina       | Cina | 2       | 3                  |                    |                    |  |
|  | Brasile    | Brasile    |            |      |         | 3                  |                    |                    |  |
|  | Italia     | Italia     | 1          |      |         | Finale 3º/4º posto | Finale 3º/4º posto | Finale 3º/4º posto |  |
|  | Italia     | Italia     | 1          |      |         |                    |                    |                    |  |
|  |            |            |            |      |         |                    |                    |                    |  |
|  |            |            |            |      |         | Italia             | Italia             | 3                  |  |
|  |            |            |            |      |         | Italia             | Italia             | 3                  |  |
|  |            |            |            |      |         | Giappone           | Giappone           | 0                  |  |

### Finale 5º posto
|  | Semifinali  | Semifinali  | Semifinali |         |          | Finale   | Finale | Finale |  |
|  |             |             |            |         |          |          |        |        |  |
|  | Polonia     | Polonia     | 3          |         |          |          |        |        |  |
|  | Polonia     | Polonia     | 3          |         |          |          |        |        |  |
|  | Cuba        | Cuba        | 1          |         |          |          |        |        |  |
|  | Cuba        | Cuba        | 1          |         | Germania | Germania | 3      |        |  |
|  |             |             |            |         | Germania | Germania | 3      |        |  |
|  |             |             | Polonia    | Polonia | 1        |          |        |        |  |
|  | Germania    | Germania    | Polonia    | Polonia | 1        | 3        |        |        |  |
|  | Germania    | Germania    |            |         |          |          |        |        |  |
|  | Stati Uniti | Stati Uniti | 0          |         |          |          |        |        |  |

## Podio

### Campione
Formazione: 1 Fabiana Claudino, 2 Raquel Silva, 3 Sheilla de Castro, 4 Paula Pequeno, 5 Caroline Gattaz, 7 Marianne Steinbrecher, 8 Valeska Menezes, 9 Carolina Albuquerque, 10 Wélissa Gonzaga, 11 Marcelle Moraes, 12 Jaqueline de Carvalho, 14 Fabiana de Oliveira, 16 Danielle Lins, 17 Renata Colombo, CT: Angelo Vercesi

### Secondo posto
Formazione: 1 Wang Yimei, 2 Feng Kun, 3 Yang Hao, 4 Liu Yanan, 5 Chu Jinling, 6 Wang Keke, 7 Zhou Suhong, 10 Xue Ming, 11 Zhao Yun, 15 Ma Yunwen, 16 Zhang Na, 18 Zhang Ping, CT: Chen Zhonghe

### Terzo posto
Formazione: 2 Natalia Viganò, 3 Elisa Cella, 5 Sara Anzanello, 6 Valentina Fiorin, 7 Martina Guiggi, 8 Jenny Barazza, 9 Nadia Centoni, 11 Serena Ortolani, 13 Cristina Vincenzi, 14 Eleonora Lo Bianco, 15 Antonella Del Core, 16 Francesca Ferretti, 17 Chiara Arcangeli, 18 Maurizia Borri, CT: Marco Bonitta

## Classifica finale
| Classifica | Squadre     |
| ---------- | ----------- |
|            | Brasile     |
|            | Cina        |
|            | Italia      |
| 4          | Giappone    |
| 5          | Germania    |
| 6          | Polonia     |
| 7          | Cuba        |
| 7          | Stati Uniti |